# Petros Gkaidatzis
Petros Gkaidatzis, manchmal auch Petros Gaidatzis (griechisch Πέτρος Γκαϊδατζής, * 25. November 2000 in Thessaloniki), ist ein griechischer Leichtgewichts-Ruderer. Bei den Olympischen Spielen 2024 wurde er Dritter im Leichtgewichts-Doppelzweier. 2023 war er Europameisterschaftsdritter.

## Sportliche Karriere
Petros Gkaidatzis war 2024 Medizinstudent an der Aristoteles-Universität Thessaloniki.
Gkaidatzis begann im Alter von 13 Jahren mit dem Rudersport. 2017 wurde er im Doppelvierer Sechster bei den Junioren-Weltmeisterschaften. Bei den Junioren-Weltmeisterschaften 2018 gewann er die Silbermedaille im Doppelzweier. 2019 wechselte Gkaidatzis in den Leichtgewichts-Doppelzweier. Zusammen mit Antonios Papakonstantinou ruderte er bei den Europameisterschaften im C-Finale und bei den Weltmeisterschaften im D-Finale. Nur bei den U23-Weltmeisterschaften erreichten die beiden Griechen das A-Finale und wurden Sechste.
Nach einigen Jahren Unterbrechung bildeten Petros Gkaidatzis und Antonios Papakonstantinou 2023 wieder einen Leichtgewichts-Doppelzweier. Bei den Europameisterschaften in Bled erruderten die beiden die Bronzemedaille hinter den Booten aus der Schweiz und aus Italien. Drei Monate später bei den Weltmeisterschaften in Belgrad belegten die Griechen als Sieger des C-Finales lediglich den 13. Platz. 2024 qualifizierten sich Petros Gkaidatzis und Antonios Papakonstantinou in der Qualifikationsregatta der letzten Chance in Luzern für die Olympischen Spiele in Paris. In der olympischen Regatta mussten die Griechen nach den Vorläufen in den Hoffnungslauf, den sie dann gewannen. Im Halbfinale wurden die Griechen Zweite hinter den Italienern Stefano Oppo und Gabriel Soares. Im Endlauf siegten die irischen Titelverteidiger Fintan McCarthy und Paul O’Donovan mit über zwei Sekunden Vorsprung vor den Italienern, 0,11 Sekunden hinter den Italienern überquerten die beiden Griechen als Dritte die Ziellinie und gewannen die Bronzemedaille.